# Список українських спортсменів — призерів Європейських ігор
Українські спортсмени — призери Європейських ігор — виключно ті українські спортсмени, що вигравали медалі на найпрестижніших[джерело?] європейських спортивних змаганнях — Європейських іграх та мають безпосередній стосунок до України, зокрема власне представники України, громадяни України, що здобували медалі, представляючи інші збірні до прийняття українського громадянства чи після того, як стали громадянами інших держав, уродженці України, що представляли інші національні команди на час перемоги на Європіаді, вихованці українського спорту, що народилися поза межами України та уродженці України, що представляли інші національні команди на час перемоги на Європейських іграх, а також етнічні українці та особи українського походження (українськими спортсменами їх можна вважати лише певною мірою, у дуже широкому значенні), що народилися поза межами України та представляли інші збірні.
національної збірної України

## Види спорту, в яких українські спортсмени ставали призерами Європейських ігор
Представники України та уродженці України ставали призерами Європейських ігор у таких видах спорту як веслування на байдарках та каное, бокс (серед чоловіків), вільна боротьба, жіноча боротьба та греко-римська боротьба, боротьба дзюдо (серед чоловіків та серед жінок), зокрема, пара-дзюдо (з-поміж людей з вадами зору серед чоловіків та серед жінок), боротьба самбо (серед чоловіків та серед жінок), велосипедні перегони (див. велосипедний спорт) на шосе (серед чоловіків та серед жінок), баскетбол 3 на 3 (серед жінок),настільний теніс (серед чоловіків), волейбол (серед чоловіків), кульова стрільба з пневматичної гвинтівки (серед чоловіків), спортивна гімнастика (зокрема, командна першість та гімнастичне багатоборство, або абсолютна індивідуальна першість, , індивідуальна першість на наступних видах снарядів: паралельні бруса , опорний стрибок  та кінь — серед чоловіків), та художня гімнастика, стрільба з лука (серед чоловіків та у змішаному розряді), стрибки у воду (серед чоловіків та серед жінок), плавання (зокрема, баттерфляй та плавання на спині), синхронне плавання, фехтування (шабля — серед чоловіків та серед жінок), легка атлетика.

## Перелік українських спортсменів— призерів Європейських ігор у складі збірної України
| Позиція | Прізвище та ім'я особи | Дата народження   | Дата смерті | Місце народження                                     | Роки участі в іграх | Вид спорту                       | Дисципліни                                                                                               | Регіон                               | Загальна кількість медалей | Кількість золотих медалей | Кількість срібних медалей | Кількість бронзових медалей | Період виступів | Фото                                        |
| ------- | ---------------------- | ----------------- | ----------- | ---------------------------------------------------- | ------------------- | -------------------------------- | --- | ------------------------------------ | -------------------------- | ------------------------- | ------------------------- | --------------------------- | --------------- | ------------------------------------------- |
| 1       | Олег Верняєв           | 29 вересня 1993   |             | Донецьк, Донецька область, Україна                   | 2015                | Спортивна гімнастика             | командна першість, багатоборство, опорний стрибок                                                        |                                      | 3                          | 2                         | 1                         | 0                           | 2015-           | mini                                        |
| 2       | Дмитро Пишков          | 8 серпня 1986     |             | Луганськ, Луганська область, Україна                 | 2015                | греко-римська боротьба           | вагова категорія до 75 кг                                                                                |                                      | 1                          | 0                         | 0                         | 1                           | 2015-           |                                             |
| 3       | Жан Беленюк            | 24 січня 1991     |             | Київ, Україна                                        | 2015                | греко-римська боротьба           | вагова категорія до 85 кг                                                                                |                                      | 1                          | 0                         | 1                         | 0                           | 2015-           | mini                                        |
| 4       | Єлизавета Яхно         | 4 червня 1998     |             |                                                      | 2015                | Синхронне плавання               | Дуети, командна першість, комбінація                                                                     |                                      | 3                          | 0                         | 0                         | 3                           | 2015-           |                                             |
| 5       | Яна Наріжна            | 29 серпня 1999    |             |                                                      | 2015                | Синхронне плавання               | Дуети, командна першість, комбінація                                                                     |                                      | 3                          | 0                         | 0                         | 3                           | 2015-           |                                             |
| 6       | Дімітрій Тимченко      | 1 квітня 1983     |             |                                                      | 2015                | греко-римська боротьба           | вагова категорія до 98 кг                                                                                |                                      | 1                          | 0                         | 1                         | 0                           | 2015-           |                                             |
| 7       | Микита Єрмак           | 10 листопада 1993 |             |                                                      | 2015                | Спортивна гімнастика             | командна першість                                                                                        |                                      | 1                          | 0                         | 1                         | 0                           | 2015-           |                                             |
| 8       | Ігор Радивілов         | 9 жовтня 1992     |             | Маріуполь,Донецька область, Україна                  | 2015                | Спортивна гімнастика             | командна першість                                                                                        |                                      | 1                          | 0                         | 1                         | 0                           | 2015-           |                                             |
| 9       | Валерія Апрєлєва       | 19 січня 1997     |             |                                                      | 2015                | Синхронне плавання               | командна першість, комбінація                                                                            |                                      | 2                          | 0                         | 0                         | 2                           | 2015-           |                                             |
| 10      | Валерія Бережна        | 24 липня 2000     |             |                                                      | 2015                | Синхронне плавання               | командна першість, комбінація                                                                            |                                      | 2                          | 0                         | 0                         | 2                           | 2015-           |                                             |
| 11      | Вероніка Гришко        | 31 серпня 2000    |             |                                                      | 2015                | Синхронне плавання               | командна першість, комбінація                                                                            |                                      | 2                          | 0                         | 0                         | 2                           | 2015-           |                                             |
| 12      | Аліна Шинкаренко       | 14 листопада 1998 |             |                                                      | 2015                | Синхронне плавання               | командна першість                                                                                        |                                      | 1                          | 0                         | 0                         | 1                           | 2015-           |                                             |
| 13      | Катерина Ткачова       | 21 жовтня 1998    |             |                                                      | 2015                | Синхронне плавання               | командна першість, комбінація                                                                            |                                      | 2                          | 0                         | 0                         | 2                           | 2015-           |                                             |
| 14      | Анна Єсіпова           | 19 січня 1997     |             |                                                      | 2015                | Синхронне плавання               | командна першість, комбінація                                                                            |                                      | 2                          | 0                         | 0                         | 2                           | 2015-           |                                             |
| 15      | Аліна Махиня           | 3 січня 1991      |             | Чита, Читинська область, Російська Федерація         | 2015                | жіноча боротьба                  | | Донецька область,Хмельницька область | 1                          | 1                         | 0                         | 0                           | 2015-           |                                             |
| 16      | Марія Повх             | 8 січня 1993      |             |                                                      | 2015                | Веслування на байдарках та каное | |                                      | 1                          | 0                         | 0                         | 1                           | 2015-           |                                             |
| 17      | Анастасія Тодорова     | 10 травня 1992    |             |                                                      | 2015                | Веслування на байдарках та каное | |                                      | 1                          | 0                         | 0                         | 1                           | 2015-           |                                             |
| 18      | Юлія Ткач              | 26 вересня 1989   |             | , Волинська область, Україна                         | 2015                | вільна боротьба                  | вагова категорія до                                                                                      |                                      | 1                          | 0                         | 1                         | 0                           | 2015-           |                                             |
| 19      | Тетяна Лавренчук       | 3 березня 1993    |             |                                                      | 2015                | вільна боротьба                  | вагова категорія до                                                                                      |                                      | 1                          | 0                         | 1                         | 0                           | 2015-           |                                             |
| 20      | Георгій Іваницький     | 06 травня 1992    |             |                                                      | 2015                | стрільба з лука                  | командна першість серед чоловіків, мікст                                                                 | Львівська область                    | 2                          | 1                         | 0                         | 1                           | 2015-           |                                             |
| 21      | Лідія Січенікова       | 3 лютого 1993     |             |                                                      | 2015                | стрільба з лука                  | командна першість серед жінок, мікст                                                                     | Чернівецька область                  | 2                          | 1                         | 0                         | 1                           | 2015-           |                                             |
| 22      | Валерій Андрійцев      | 3 січня 1991      |             | , ,                                                  | 2015                | вільна боротьба                  | вагова категорія до 97 кг                                                                                |                                      | 1                          | 0                         | 0                         | 1                           | 2015-           | mini                                        |
| 23      | Ганна Соловій          | 31 січня 1992     |             |                                                      | 2015                | шосейні велогонки                | Індивідуальна шосейна гонка з роздільним стартом серед жінок                                             |                                      | 1                          | 0                         | 1                         | 0                           | 2015-           |                                             |
| 24      | Маркіян Івашко         | 15 травня 1979    |             |                                                      | 2015                | стрільба з лука                  | командна першість серед чоловіків                                                                        | Львівська область                    | 1                          | 0                         | 0                         | 1                           | 2015-           |                                             |
| 25      | Віктор Рубан           | 24 травня 1981    |             |                                                      | 2015                | стрільба з лука                  | командна першість серед чоловіків                                                                        | Харківська область                   | 1                          | 0                         | 0                         | 1                           | 2015-           | mini                                        |
| 26      | Вероніка Марченко      | 03 квітня 1993    |             |                                                      | 2015                | стрільба з лука                  | командна першість серед жінок                                                                            | Львівська область                    | 1                          | 0                         | 0                         | 1                           | 2015-           |                                             |
| 27      | Анастасія Павлова      | 09 лютого 1995    |             |                                                      | 2015                | стрільба з лука                  | командна першість серед жінок                                                                            | Херсонська область                   | 1                          | 0                         | 0                         | 1                           | 2015-           |                                             |
| 28      | Василь Шуптар          | 27 січня 1991     |             |                                                      | 2015                | вільна боротьба                  | вагова категорія до 61 кг                                                                                |                                      | 1                          | 0                         | 0                         | 1                           | 2015-           |                                             |
| 29      | Лей Коу                |                   |             | , , Китай                                            | 2015                | настільний теніс                 | Індивідуальна першість серед чоловіків                                                                   |                                      | 1                          | 0                         | 0                         | 1                           | 2015-           |                                             |
| 30      | Діана Шелестюк         | 17 березня 1997   |             |                                                      | 2015                | Стрибки у воду                   | Індивідуальні стрибки у воду з 1-метрового трампліну та синхронні стрибки у воду з 3-метрового трампліну |                                      | 2                          | 0                         | 0                         | 2                           | 2015-           |                                             |
| 31      | Маргарита Джусова      | 29 листопада 1998 |             |                                                      | 2015                | Стрибки у воду                   | синхронні стрибки у воду з 3-метрового трампліну                                                         |                                      | 1                          | 0                         | 0                         | 1                           | 2015-           |                                             |
| 32      | Андрій Гривко          | 7 серпня 1983     |             |                                                      | 2015                | шосейні велогонки                | Групова шосейна гонка серед чоловіків                                                                    |                                      | 1                          | 0                         | 1                         | 0                           | 2015-           |                                             |
| 33      | Анастасія Возняк       | 9 грудня 1998     |             |                                                      | 2015                | Художня гімнастика               | вправи зі стрічкою, вправи з булавами та обручем                                                         |                                      | 2                          | 0                         | 1                         | 1                           | 2015-           |                                             |
| 34      | Євгенія Гомон          | 25 березня 1995   |             | Запоріжжя, Запорізька область, Україна               | 2015                | Художня гімнастика               | вправи зі стрічкою, вправи з булавами та обручем                                                         |                                      | 2                          | 0                         | 1                         | 1                           | 2015-           |                                             |
| 35      | Олександра Грідасова   | 5 липня 1995      |             |                                                      | 2015                | Художня гімнастика               | вправи зі стрічкою, вправи з булавами та обручем                                                         |                                      | 2                          | 0                         | 1                         | 1                           | 2015-           |                                             |
| 36      | Валерія Гудим          | 1 березня 1995    |             | Київ, Україна                                        | 2015                | Художня гімнастика               | вправи зі стрічкою, вправи з булавами та обручем                                                         |                                      | 1                          | 0                         | 0                         | 1                           | 2015-           |                                             |
| 37      | Олена Дмитраш          | 1 грудня 1991     |             |                                                      | 2015                | Художня гімнастика               | вправи зі стрічкою, вправи з булавами та обручем                                                         |                                      | 2                          | 0                         | 1                         | 1                           | 2015-           |                                             |
| 38      | Ганна Різатдінова      | 15 жовтня 1993    |             | Сімферополь, Крим, Україна                           | 2015                | Художня гімнастика               | вправи з м'ячем та з булавами                                                                            |                                      | 2                          | 0                         | 2                         | 0                           | 2015-           | Ганна Різатдінова на Кубку Валентина (2013) |
| 39      | Олена Сайко            | 14 жовтня 1987    |             |                                                      | 2015                | самбо                            | вагова категорія до 64 кг                                                                                |                                      | 1                          | 0                         | 1                         | 0                           | 2015-           |                                             |
| 40      | Размік Тоноян          | 28 вересня 1988   |             |                                                      | 2015                | самбо                            | вагова категорія до 100 кг                                                                               |                                      | 1                          | 0                         | 0                         | 1                           | 2015-           |                                             |
| 41      | Андрій Хлопцов         | 10 грудня 1998    |             |                                                      | 2015                | плавання                         | батерфляй, 50м                                                                                           | м.Київ                               | 2                          | 1                         | 0                         | 1                           | 2015-           |                                             |
| 42      | Андрій Ягодка          | 6 липня 1988      |             |                                                      | 2015                | фехтування                       | шабля, індивідуальна першість                                                                            |                                      | 1                          | 0                         | 0                         | 1                           | 2015-           |                                             |
| 43      | Марина Колесникова     | 15 лютого 2000    |             |                                                      | 2015                | плавання                         | плавання на спині                                                                                        | Харківська область                   | 1                          | 0                         | 0                         | 1                           | 2015-           |                                             |
| 44      | Дмитро Замотаєв        | 4 квітня 1995     |             |                                                      | 2015                | бокс                             | вагова категорія до 52 кг                                                                                | Запорізька область                   | 1                          | 0                         | 0                         | 1                           | 2015-           |                                             |
| 45      | Олександр Хижняк       | 3 серпня 1995     |             | Полтава                                              | 2015                | бокс                             | вагова категорія до 81 кг                                                                                | Полтавська область                   | 1                          | 0                         | 0                         | 1                           | 2015-           |                                             |
| 46      | Віктор Петров          | 16 травня 1996    |             |                                                      | 2015                | бокс                             | вагова категорія до 64 кг                                                                                | Київська область                     | 1                          | 0                         | 0                         | 1                           | 2015-           |                                             |
| 47      | Ярослав Самофалов      | 16 січня 1995     |             |                                                      | 2015                | бокс                             | вагова категорія до 69 кг                                                                                | Київська область                     | 1                          | 0                         | 0                         | 1                           | 2015-           |                                             |
| 49      | Геворг Манукян         | 28 липня 1993     |             |                                                      | 2015                | бокс                             | вагова категорія до 91 кг кг                                                                             | Київська область                     | 1                          |                           |                           | 0                           | 2015-           |                                             |
| 51      | Наталія Ніколайчик     | 13 вересня 1986   |             |                                                      | 2015                | пара-дзюдо                       | вагова категорія до 57 кг серед людей з вадами зору                                                      | Рівненська область                   | 1                          | 0                         | 0                         | 1                           | 2015-           |                                             |
| 52      | Інна Черняк            | 26 березня 1988   |             | Запоріжжя, Запорізька область, Україна               | 2015                | пара-дзюдо                       | вагова категорія до 57 кг серед людей з вадами зору                                                      | Запорізька область                   | 1                          | 1                         | 0                         | 0                           | 2015-           |                                             |
| 53      | Вікторія Пазюк         | 11 лютого 1985    |             |                                                      | 2015                | баскетбол 3 на 3                 | командна першість серед жінок                                                                            | Івано-Франківська область            | 1                          | 0                         | 1                         | 0                           | 2015-           |                                             |
| 54      | Ганна Зарицька         | 17 листопада 1995 |             |                                                      | 2015                | баскетбол 3 на 3                 | командна першість серед жінок                                                                            |                                      | 1                          | 0                         | 1                         | 0                           | 2015-           |                                             |
| 55      | Ольга Мазніченко       | 24 липня 1991     |             |                                                      | 2015                | баскетбол 3 на 3                 | командна першість серед жінок                                                                            | Київська область                     | 1                          | 0                         | 1                         | 0                           | 2015-           |                                             |
| 56      | Христина Мацко         | 15 червня 1991    |             |                                                      | 2015                | баскетбол 3 на 3                 | командна першість серед жінок                                                                            | Івано-Франківська область            | 1                          | 0                         | 1                         | 0                           | 2015-           |                                             |
| 57      | Олександр Помінов      | 22 липня 1976     |             |                                                      | 2015                | пара-дзюдо                       | вагова категорія більше 100 кг серед людей з вадами зору                                                 | Рівненська область                   | 1                          | 0                         | 1                         | 0                           | 2015-           |                                             |
| 58      | Ольга Харлан           | 4 вересня 1990    |             | Миколаїв, Миколаївська область, Україна              | 2015                | фехтування                       | шабля, командна першість серед жінок                                                                     | Миколаївська область                 | 1                          | 1                         | 0                         | 0                           | 2015-           |                                             |
| 59      | Ольга Жовнір           | 8 червня 1989     |             | Нетішин, Хмельницька область, Україна                | 2015                | фехтування                       | шабля, командна першість серед жінок                                                                     | Хмельницька область, М. Київ         | 1                          | 1                         | 0                         | 0                           | 2015-           |                                             |
| 60      | Олена Кравацька        | 22 червня 1992    |             | Чернівці, Чернівці, Україна                          | 2015                | фехтування                       | шабля, командна першість серед жінок                                                                     | Одеська область                      | 1                          | 1                         | 0                         | 0                           | 2015-           |                                             |
| 61      | Аліна Комащук          | 24 квітня 1993    |             | Нетішин, Хмельницька область, Україна                | 2015                | фехтування                       | шабля, командна першість серед жінок                                                                     | Хмельницька область                  | 1                          | 1                         | 0                         | 0                           | 2015-           |                                             |
| 62      | Світлана Яремка        | 9 квітня 1989     |             |                                                      | 2015                | дзюдо                            | вагова категорія понад 78 кг                                                                             |                                      | 1                          | 0                         | 0                         | 1                           | 2015-           |                                             |
| 63      | Яків Хаммо             | 11 червня 1994    |             |                                                      | 2015                | дзюдо                            | командна першість, вагова категорія понад 90 кг                                                          |                                      | 2                          | 0                         | 0                         | 2                           | 2015-           |                                             |
| 64      | Георгій Зантарая       | 21 жовтня 1987    |             | Галі, Апхацеті, Грузія                               | 2015                | дзюдо                            | командна першість, вагова категорія до 66 кг                                                             |                                      | 1                          | 0                         | 0                         | 1                           | 2015-           |                                             |
| 65      | Сергій Дребот          | 16 травня 1987    |             | Івано-Франківськ, Івано-Франківська область, Україна | 2015                | дзюдо                            | командна першість, вагова категорія до 73 кг                                                             |                                      | 1                          | 0                         | 0                         | 1                           | 2015-           |                                             |
| 66      | Артем Хомула           | 19 травня 1995    |             |                                                      | 2015                | дзюдо                            | командна першість, вагова категорія до 73 кг                                                             |                                      | 1                          | 0                         | 0                         | 1                           | 2015-           |                                             |
| 67      | Віталій Дудчик         | 11 березня 1984   |             |                                                      | 2015                | дзюдо                            | командна першість, вагова категорія до 81 кг                                                             |                                      | 1                          | 0                         | 0                         | 1                           | 2015-           |                                             |
| 68      | Вадим Синявський       | 2 грудня 1987     |             |                                                      | 2015                | дзюдо                            | командна першість, вагова категорія до 90 кг                                                             |                                      | 1                          | 0                         | 0                         | 1                           | 2015-           |                                             |
| 69      | Кеджау Ньябалі         | 8 липня 1990      |             |                                                      | 2015                | дзюдо                            | командна першість, вагова категорія до 90 кг                                                             |                                      | 1                          | 0                         | 0                         | 1                           | 2015-           |                                             |
| 70      | Олександр Гордієнко    | 21 січня 1991     |             |                                                      | 2015                | дзюдо                            | командна першість, вагова категорія понад 90 кг                                                          |                                      | 1                          | 0                         | 0                         | 1                           | 2015-           |                                             |

## Перелік українських спортсменів— призерів Європейських ігор у складі іноземних держав
| Позиція | Прізвище та ім'я особи      | Дата народження   | Дата смерті | Місце народження                                   | Роки участі в іграх | Регіон, який представляв | Вид спорту                       | Дисципліни                                                                                | Загальна кількість медалей | Кількість золотих медалей | Кількість срібних медалей | Кількість бронзових медалей | Період виступів | Фото |  |
| ------- | --------------------------- | ----------------- | ----------- | -------------------------------------------------- | ------------------- | ------------------------ | -------------------------------- | ----------------------------------------------------------------------------------------- | -------------------------- | ------------------------- | ------------------------- | --------------------------- | --------------- | ---- |  |
| 1       | Олег Степко                 | 23 березня        |             | Запоріжжя, Запорізька область, Україна             | 2015                | Азербайджан              | Спортивна гімнастика             | Командна першість серед чоловіків, паралельні бруса, багатоборство, кінь, опорний стрибок | 5                          | 1                         | 2                         | 2                           | 2015-           |      |  |
| 2       | Марія Стадник               | 3 червня 1988     |             | Львів, Львівська область, Україна                  | 2015                | Азербайджан              | вільна боротьба                  | вагова категорія до 48 кг                                                                 | 1                          | 1                         | 0                         | 0                           | 2015-           | mini |  |
| 3       | Микола Куксенков            | 2 червня 1989     |             | Київ, Україна                                      | 2015                | Російська Федерація      | Спортивна гімнастика             | Командна першість серед чоловіків                                                         | 1                          | 1                         | 0                         | 0                           | 2015-           |      |  |
| 4       | Дмитро Овчаров              | 2 вересня 1988    |             | Київ, Україна                                      | 2015                | Німеччина                | настільний теніс                 | Індивідуальна першість                                                                    | 1                          | 1                         | 0                         | 0                           | 2015-           | mini |  |
| 5       | Ірина Зарецька              | 4 березня 1996    |             | Чорновидська, , Україна                            | 2015                | Азербайджан              | вільна боротьба                  |                                                                                           | 1                          | 1                         | 0                         | 0                           | 2015-           |      |  |
| 6       | Денис Каліберда             | 24 червня 1990    |             | Полтава,Полтавська область, Україна                | 2015                | Німеччина                | волейбол                         | Командна першість серед чоловіків                                                         | 1                          | 1                         | 0                         | 0                           | 2015-           |      |  |
| 7       | Карина Лихвар               | 11 грудня 1998    |             | Ромни, Україна                                     | 2015                |                          | Художня гімнастика               | групи, групові вправи зі стрічкою, групові вправи з обручею та булавами                   | 3                          | 0                         | 2                         |                             | 2015-           |      |  |
| 8       | Валентин Дем'яненко         | 23 жовтня 1983    |             |                                                    | 2015                |                          | веслування на байдарках та каное | веслування на каное-одиночці                                                              | 1                          | 0                         | 1                         | 0                           | 2015-           |      |  |
| 9       | Марина Дурунда              | 12 червня         |             | Севастополь, Україна                               | 2015                |                          | Художня гімнастика               | вправи зі стрічкою                                                                        | 1                          | 0                         | 1                         | 0                           | 2015-           |      |  |
| 10      | Руслан Адріано Крістофорі   | 23 лютого1997     |             | Херсон, Херсонська область, Україна                | 2015                | Італія                   | Стрибки у воду                   | Стрибки у воду 3-метрового трампліну                                                      | 1                          | 0                         | 1                         | 0                           | 2015-           |      |  |
| 11      | Ростислав Певцов            | 15 квітня 1987    |             | Харків, Харківська область, Україна                | 2015                | Азербайджан              | Тріатлон                         |                                                                                           | 1                          | 0                         | 1                         | 0                           | 2015-           |      |  |
| 12      | Ганна Князєва-Міненко       | 25 вересня 1989   |             | Переяслав-Хмельницький, Киъвська область, Україна  | 2015                | Ізраїль                  | Легка атлетика                   | командна першість, зокремапотрійний стрибок (у потрійному стрибку — 1-е місце)            | 1                          | 0                         | 0                         | 1                           | 2015-           |      |  |
| 13      | Євгенія Заболотна-Загинайко | 25 вересня 1984   |             | Джанкой, Крим, Україна                             | 2015                | Ізраїль                  | Легка атлетика                   | командна першість, зокремаметання молоту (у метанні молоту — 4-е місце)                   | 1                          | 0                         | 0                         | 1                           | 2015-           |      |  |
| 14      | Маргарита Дорожон           | 4 вересня 1989    |             | Дніпропетровськ, Дніпропетровська область, Україна | 2015                | Ізраїль                  | Легка атлетика                   | командна першість, зокремаметання спису (у метанні спису — 1-е місце)                     | 1                          | 0                         | 0                         | 1                           | 2015-           |      |  |
| 15      | Петро Пахнюк                | 26 листопада 1991 |             | Київ, Київ, Україна                                | 2015                | Азербайджан              | Спортивна гімнастика             | Командна першість серед чоловіків                                                         | 1                          | 0                         | 0                         | 1                           | 2015-           |      |  |
| 16      | Сергій Ріхтер               | 23 квітня 1989    |             | , , Україна                                        | 2015                | Ізраїль                  | кульова стрільба                 | стрільба пневматичної гвинтівки з 10 м                                                    | 1                          | 0                         | 0                         | 1                           | 2015-           |      |  |
| 17      | Наталія Синишин             | 3 липня 1985      |             | Львів, Львівська область, Україна                  | 2015                | Азербайджан              | вільна боротьба                  | вагова категорія до                                                                       | 1                          | 0                         | 0                         | 1                           | 2015-           |      |  |
| 18      | Віктор Загинайко            | 25 вересня 1984   |             | Джанкой, Крим, Україна                             | 2015                | Ізраїль                  | Легка атлетика                   | командна першість, зокрема метання молоту (у метанні молоту — 6-е місце)                  | 1                          | 0                         | 0                         | 1                           | 2015-           |      |  |
| 19      | Анастасія Мучкаєва          | 18 липня 1991     |             | Ялта, Крим, Україна                                | 2015                | Ізраїль                  | Легка атлетика                   | командна першість, зокрема штовхання ядра(3-е місце) та метання диску (4-е місце)         | 1                          | 0                         | 0                         | 1                           | 2015-           |      |  |